# 松平近儔
松平 近儔（まつだいら ちかとも）は、江戸時代中期から後期にかけての大名。豊後国府内藩の第6代藩主。官位は従五位下・長門守。親清流大給松平家10代。

## 生涯
宝暦4年（1754年）3月27日、第5代藩主・松平近形の長男として誕生した。明和7年（1770年）7月21日、父が病気を理由に隠居したため家督を継いだ。天明6年（1786年）から天明7年（1787年）、享和元年（1801年）の虫害による大凶作を始め、災害や大火が相次いで藩財政は逼迫した。その一方で文武を奨励し、府内藩の文武の発展に尽力している。
実子の近訓が幼少のため、文化元年（1804年）12月6日に弟の近義を養子として家督を譲り隠居した。しかしその後も藩政の実権を握り、文化4年（1807年）に近義が死去すると近訓を藩主として擁立し、やがて近訓とも藩政改革をめぐって対立したため、天保2年（1831年）に隠居させてその養子である近信を擁立し、自らは天保11年（1840年）2月16日に死去するまで藩政の実権を握り続けた。享年87。

## 系譜
父母
- 松平近形（父）

正室
- 松平乗祐の娘

子女
- 松平近賢（長男）
- 松平近訓（次男）生母は正室
- 松平近喜（三男）
- 松平近思（四男）
- 松平乗尹正室
- 大関増陽正室後に津田信富室
- 大沢基昭正室後に太田式部室
- 松平近訓養女 ー 松平近信正室
- 石川総登正室

養子
- 松平近義 ー 実弟